# Serwitut Sławęcki
Serwitut Sławęcki – część wsi Boksycka w Polsce, położona w województwie świętokrzyskim, w powiecie ostrowieckim, w gminie Kunów.
W latach 1975–1998 Serwitut Sławęcki administracyjnie należał do województwa kieleckiego.